# Слободан Аџић
Слободан Аџић (Дрешница, 1959) бивши је српски параолимпијац и такмичар у атлетици. Био је народни посланик у Народној скупштини Републике Србије.

## Каријера
Каријеру спортисте започео је као члан Атлетског клуба „Железничар“ и Спортског савеза инвалида града Ниша, да би 1983. године већ учествовао на Светским играма у Паризу.
На тим играма је освојио сребрну медаљу на 1500 метара и одмах је био на списку за Параолимпијске игре у Њујорку. Оне су се одржавале паралелно са олимпијским играма. На тим Параолимпијским играма у Њујорку, 1984. године, освојио је три медаље - на 400, 1500 и 5000 метара у категорији оштећења горњих екстремитета.
Након тих параолимпијских игара, као репрезентативац учествовао је на разним европским и светским првенствима. Уследиле су Параолимпијске игре у Сеулу, на којима је поново освојио три медаље. Касније, 1992. године је учествовао, како каже, са половичним успехом у Барселони, а спортску каријеру је завршио у Атланти 1996. године. Три светска рекорда постигао је у Асену на Светском првенству у Холандији. Неки су оборени пре, неки касније, док је рекорд на 800 метара оборен тек после 22 године.
Бави се адвокатуром и био је укључен у политички живот Србије као народни посланик.